# Tegal Rejo (Tugu Mulyo)
Tegal Rejo is een bestuurslaag in het regentschap Musi Rawas van de provincie Zuid-Sumatra, Indonesië. Tegal Rejo telt 3205 inwoners (volkstelling 2010).